# Межигорское
«Межигорское» (укр. «Межигірське») — лесной заказник местного значения, расположенный на территории Оболонского района Киевского горсовета (Украина). Создан 10 апреля 1978 года. Площадь — 5 га. Землепользователь — Святошинское лесопарковое хозяйство.

## История
Заказник был создан совместным решением Киевского облсовета и Киевского горсовета № 522/173 от 10 апреля 1978 года.
В 2013 году в ходе проверки Киевской прокуратурой деятельности КП «Святошинское ЛПХ» были установлены нарушения требований Земельного кодекса Украины, Закона Украины «О природно-заповедном фонде Украины», требования охранных обязательств и не вынесены в натуре границы данного объекта и еще 7 объектов ПЗФ (Списокː Пуща-Водицкий и Святошинский лесопарки, памятники природы Романовское болото и Коллекция лесовода Винтера, заказники Межигорское, Межигорско-Пуща-Водицкий, Пуща-Водица, Река Любка)

## Описание
Заказник занимает кварталы 2 и 46 Межигорского лесничества в составе Святошинского лесопаркового хозяйства. Территория заказника представлена двумя участками (площадями 1,4 и 3,6 га), разделёнными территорией Межигорско-Пуща-Водицкого заказника. Квартал 2 примыкает (по северной и западной граням участка) к административной границе с Киевской областью, и расположен южнее притоки Ирпеня. Квартал 46 расположен южнее 2-о, частично примыкает к административной границе с Киевской областью.
Есть информационные знаки и щит-указатель.
Как добратьсяː в 2-5 км на северо-восток от села Горенка (ост. ул. Киевская/Садовая, марш. такси № 391 от ст. м. Академгородок, 226 от ст. м. Нивки). Близлежащее метроː   Героев Днепра.

## Природа
Лесные насаждения представлены доминирующими сосной и дубом. Здесь распространены лекарственные виды ландыши и купена. В травяном ярусе встречается земляника лесная. На квартале 2 растут сосна обыкновенная возрастом более 70 лет (высота деревьев до 26 м, диаметр ствола 30 см) и дуб обыкновенный. На квартале 46 растут сосна обыкновенная возрастом более 50 лет (высота деревьев до 21 м, диаметр ствола 24 см), дуб обыкновенный и граб обыкновенный.